# Lumbardenik
 Lumbardenik  falu Horvátországban, Károlyváros megyében. Közigazgatásilag Szluinhoz tartozik.

## Fekvése
Károlyvárostól 44 km-re délre, községközpontjától 3 km-re délkeletre, a Kordun területén, a Slunjčica jobb partján fekszik.

## Története
A falunak 1857-ben 235, 1910-ben 263 lakosa volt. Trianonig Modrus-Fiume vármegye Szluini járásához tartozott. 2011-ben 140 lakosa volt.

## Lakosság
| Lakosság változása | Lakosság változása | Lakosság változása | Lakosság változása | Lakosság változása | Lakosság változása | Lakosság változása | Lakosság változása | Lakosság változása | Lakosság változása | Lakosság változása | Lakosság változása | Lakosság változása | Lakosság változása | Lakosság változása | Lakosság változása |
| ------------------ | ------------------ | ------------------ | ------------------ | ------------------ | ------------------ | ------------------ | ------------------ | ------------------ | ------------------ | ------------------ | ------------------ | ------------------ | ------------------ | ------------------ | ------------------ |
| 1857               | 1869               | 1880               | 1890               | 1900               | 1910               | 1921               | 1931               | 1948               | 1953               | 1961               | 1971               | 1981               | 1991               | 2001               | 2011               |
| 235                | 250                | 250                | 282                | 230                | 263                | 230                | 277                | 392                | 277                | 264                | 263                | 0                  | 0                  | 145                | 140                |